# タイソン・ベックフォード
タイソン・ベックフォード（Tyson Beckford、1970年12月19日 - ）は、アメリカ合衆国のスーパーモデル、男優。ニューヨーク市ブロンクス区出身。

## 伝記
ベックフォードは、1970年12月19日に生まれ、ジャマイカとニューヨークで育つ。父親はジャマイカ人、母親は中国系ジャマイカ人。ベイ・トレイル中学校、ピッツフォード・メンドン高校を卒業した。彼は高校のフットボールとトラックチームのメンバーであった。1992年、ジェフ・ジョーンズに見出されヒップホップ雑誌『ソース』に起用される。ジョーンズはベックフォードをニューヨークでスカウトした人物だとされている。1993年からはラルフ・ローレンの広告に登場。

## キャリア
ベックフォードは1995年にケーブルテレビ音楽チャンネルVH1による「メン・オブ・ザ・イヤー」と雑誌『ピープル』による「世界で最も美しい50人の人物」に選ばれた。90年代のVH1の「40 Hottest Hotties」の38位に選ばれた。
2000年からは俳優として映画にも出演している。また、レイクウォンやブリトニー・スピアーズ、50セント、ペット・ショップ・ボーイズなどのミュージックビデオにも出演している。
2003年にセレブリティ・リアリティゲーム番組『I'm a Celebrity... Get Me Out of Here!』に出演した。2008年9月にナショナル・リスペクトを支持した。他人に対する尊敬の重要性を話し、Giverespect.orgウェブサイトのために、家庭内暴力に抗議する内容のビデオを撮影した。
ベックフォードは現在、モデルコンテスト『Make Me a Supermodel』の司会をニキ・テイラーと共に務めている。

## 私生活
2005年6月に自宅近くで自動車事故により負傷した。事故直後に彼の車は燃え出したが、炎に包まれる前に自力で車内から脱出した。ベックフォードは『オプラ・ウィンフリー・ショー』出演時に、事故が自身の精神に重要な影響を及ぼすと述べた。
ベックフォードはニュージャージー州コミュニティのエッジウォーターとウェストニューヨークで暮らしていた。

## 主な出演作品
- ズーランダー Zoolander (2001)
- イントゥ・ザ・ブルー Into the Blue (2005)
- チョコレート・シティ Chocolate City (2015)